# I-54/I-154
I-54/I-154 — підводний човен Імперського флоту Японії, який взяв участь у бойових діях на початковому етапі Другої світової війни. Споруджений як І-54, корабель 20 травня 1942-го був перейменований на І-154, щоб звільнити нумерацію для нових крейсерських підводних човнів (так само вчинили щодо всіх субмарин KD типів).

## Довоєнна служба
І-54 належав до типу KD3 (підтип KD3A). Його спорудили у 1927 році на верфі ВМФ у Сасебо та включили до 18-ї дивізії підводних човнів, у складі якої І-54 перебував і на момент вступу Японії у Другу світову.
Під час довоєнної служби 10 лютого 1932-го на маневрах в районі Нагасакі на І-54 виникли проблеми з кермуванням. Хоча командир зменшив швидкість до 3 вузлів, проте все-таки відбулось зіткнення з іншим підводним човном I-55. І-54 зазнав пошкодження носової частини із протіканням води, втім, ремонт на верфі в Сасебо зайняв лише тиждень.

## Перший похід
1 грудня 1941-го, за кілька діб до відкриття бойових дій, І-54 вже вирушив з порту Самах (китайський острів Хайнань) до визначеного йому району в Південнокитайському морі, де разом з цілим рядом інших човнів сформував патрульну лінію поблизу півострова Малакка, на який уже 8 грудня (тобто в день нападу на Перл-Гарбор — тільки останній відбувся по інший бік лінії зміни дат) висадились японські десанти.
14 грудня 1941-го західніше від островів Анамбас нідерландський підводний човен K XII виявив у перископ та невдало спробував таранити іншу субмарину, якою могли бути І-54 або І-55.
20 грудня 1941-го І-54 прибув до бухти Камрань (центральна частина узбережжя В'єтнаму).

## Другий похід
29 грудня 1941-го човен спробував вийти в новий похід, проте зазнав пошкоджень внаслідок сильного шторму та повернувся на базу.
12 січня 1941-го І-54 знову вирушив на бойове патрулювання, маючи завдання діяти поблизу Сінгапуру. Тут він не досяг якогось успіху і вже 21 січня 1942-го повернувся в Камрань.

## Третій похід
7 лютого 1942-го І-54 полишив в'єтнамське узбережжя, 9—13 лютого провів на тимчасовій базі на островах Анамбас, а потім попрямував для дій у Індійському океані на південь від острова Ява (можливо відзначити, що в цей період сюди спрямували групу японських підводних човнів, які виходили до океану в обхід Яви зі сходу). 20 лютого І-54 пройшов протокою Ломбок, а за кілька діб був уже біля південного входу до Зондської протоки (розділяє Суматру та Яву). 24 лютого він атакував тут якесь судно, але не поцілив його.
1 березня 1942-го І-54 діяв дещо далі на схід, біля Чілачапу, де здійснив ще одну невдалу атаку. Можливо відзначити, що в цей момент на Яві вже висадились потужні десанти японців, а союзні кораблі та судна робили численні спроби полишити острів. Втім, І-54 так і не зміг відкрити свій бойовий рахунок і 7 березня прибув до затоки Старінг-Бей (поблизу Кендарі на південно-східному півострові острова Целебес), де певний час базувались великі сили японського флоту.
16—25 березня 1942-го човен здійснив перехід зі Старінг-Бей до Куре.

## Служба в Японії
Враховуючи вік корабля, його вирішили використовувати для навчальних цілей у військово-морському окрузі Куре.
У січні 1944-го І-154 брав участь у експериментах із маскувальною камуфляжною окраскою.
У певний момент човен вивели з активної служби та розформували екіпаж. У такому стані він і дочекався капітуляції Японії, а у травні 1946-го I-154 був затоплений переможцями разом з кількома іншими трофейними підводними човнами.